# Cliona microstrongylata
Cliona microstrongylata är en svampdjursart som beskrevs av Carballo och Cruz-Barra 2005. Cliona microstrongylata ingår i släktet Cliona och familjen borrsvampar. Inga underarter finns listade i Catalogue of Life.